# Růžová hora
Růžová hora (německy Rosenberg) je vrchol v České republice ležící ve východních Krkonoších.

## Poloha
Vrchol Růžové hory se nachází necelé 3 kilometry severně od Pece pod Sněžkou a asi 2 kilometry jižně od nejvyšší hory Krkonoš Sněžky. Je prvním a nejvyšším vrcholem rozsochy vybíhající ze Sněžky nejprve jižním, za Růžovou horou pak jihovýchodním směrem. Se Sněžkou ji spojuje z pohledu Růžové hory nehluboké sedlo s nadmořskou výškou přibližně 1360 metrů, v ose jihovýchodním směrem pokračující rozsochy svah nepříliš prudce klesá směrem k Pěnkavčímu vrchu. Boční svahy rozsochy padající do okolních dolů jsou prudké a se značným převýšením. Východním směrem pak z masívu hory vybíhá nedlouhý výběžek zvaný Koule (německy Kugeln).

## Vodstvo
Kromě stran, kde Růžová hora navazuje v rámci rozsochy na své sousedy, ji obklopují hluboká údolí. Západní stranu obtéká na cestě z Obřího dolu řeka Úpa, přímo na úbočí pak pramení dva její malé přítoky: Růžový potok a Karlův potok. Východní svah končí na dně Lvího dolu jímž protéká Jelení potok, který je pravým přítokem Malé Úpy a ta posléze levým přítokem Úpy velké. Přímo na svahu pramení trojice levých přítoků Jeleního potoka (Koulová strouha, Křížový potok a Messnerova strouha).

## Vegetace
Vrcholové partie Růžové hory a severně navazující prostor sedla je porostlý klečí, v okolním lesním porostu převažují smrčiny. Paseky lze nalézt spíše na jižní a východní straně hory.

## Komunikace
Přes vrcholové partie Růžové hory prochází žlutě značená hřebenová Kubátova cesta ze Sněžky na Růžohorky, Portášovy Boudy a soutok Úp. Ve směru na Portášovy Boudy se jedná o cestu zásobovací, která je sjízdná pro terénní automobily ve směru na Sněžku je pouze pro pěší. Vrchol hory leží poněkud bokem od této cesty, ve směru na Sněžku se nachází asi 300 metrů vlevo.

## Stavby

### Lanové dráhy
Na Růžové hoře se v nadmořské výšce 1354 m n. m. nachází přestupní stanice Lanové dráhy z Pece pod Sněžkou na Sněžku. Lanová dráha byla uvedena do provozu v roce 1949.
Ve zprostředkovaném a jinak nedoloženém svědectví současníků se hovoří i o výstavbě nákladní lanové dráhy na výstavbu československého pohraničního opevnění, která byla údajně budována v roce 1938, ale díky událostem po mnichovské dohodě nebyla nikdy dokončena. Vést měla z prostoru dnešní spodní stanice osobní lanové dráhy do prostoru Růžohorek. Průsek, který se v tomro směru nachází, je údajně pozůstatkem její výstavby. Staveniště samotného opevnění bylo na podzim 1938 pouze v přípravě a žádný objekt zde vybudován nebyl. Z leteckých snímků jsou ovšem dodnes zřejmé připravené střelecké průseky.

### Obytné stavby
Na úbočích Růžové hory se nachází několik lokalit se skupinou horských chalup. Nejvýše položené jsou Růžohorky vzdálené asi 1,5 km jihovýchodně od vrcholu, další jsou ve svahu nad Pecí pod Sněžkou.